# Raffinerie d'Abadan
La raffinerie d'Abadan (en persan : پالایشگاه آبادان, Pālāyeshgāh-e Ābādān) est située à Abadan, dans la province pétrolière du Khouzistan, frontalière de l'Irak et proche des côtes du Golfe Persique, où l'on découvrit du pétrole en 1908.  Le Khouzistan est l’une des provinces les plus défavorisées d’Iran où, entre le 20 mars et le 20 juin 2017 , le chômage a frôlé les 15,3 %, alors qu’au niveau national, sur la même période, il atteignait 12,6 %.
L’achèvement de sa construction et son ouverture est daté en 1912. L’histoire de la raffinerie d’Abadan est liée à la nommée Crise d’Abadan pendant laquelle l’Iran nationalise les installations de l’Anglo-Iranian Oil Company en mars 1951 et l’expulsion des sociétés pétrolières britanniques de la ville d’Abadan.
L’actuel directeur de la compagnie est Esfandiar Daemolzekr.
La raffinerie est située dans la zone franche d’Arvand créée en 2005 et élargie sous l’impulsion d’Hassan Rohani en août 2013.

## Histoire
Après sa construction et son ouverture en 1912, les pays développés, et notamment la Grande-Bretagne, firent de la raffinerie d'Abadan la plus grande raffinerie du monde. La raffinerie, comme toutes les autres installations pétrolières dans cette partie de l'Iran étaient la propriété de l'Anglo-Iranian Oil Company (AIOC). Dans le but d'obtenir plus de revenus pour le pays, le gouvernement de Reza Chah conclut un nouvel accord avec la société britannique en 1933. Après cela, sur une période de 60 ans, selon l'accord, l'Iran perçut environ 8 % du produit net de la vente de pétrole brut, sans compter les recettes du raffinage et de la vente de produits pétroliers finis. En 1947, l'AIOC obtint un produit net de 40 millions £, dont 7 millions £ furent versés à l'Iran, ce qui correspond à seulement 18 % des revenus complets.Sa capacité de production augmente alors progressivement pour atteindre 350 000 barils par jour (janvier 2013)).

### Grèves ouvrières

#### La grève de 1929.
En mai 1929, l’activité de l’Anglo-Persian Oil Company (APOC)  est déstabilisé par une série de grèves et de mobilisations ouvrières. Les revendications sont rapidement éteintes par l’AIOC et les autorités iraniennes.
Cette grève est considérée comme le premier mouvement ouvrier d’ouvrier d’Iran.
Cette grève marque aussi le premier grand rejet des Britanniques au Sud de l’Iran. Ces grèves pavent la voie pour la nationalisation de l’AIOC in 1952 and le coup d’état orchestré par la CIA en 1953. Cet épisode souligne l’apparition de nouveaux facteurs politiques en Iran : l’organisation de la classe ouvrière et un nouveau type de grève : la grève ouvrière.
L’épisode commence le 1er mai. Les revendications sont les suivantes : augmentation des salaires et des horaires plus courtes. Il souligne l’émergence d’un conflit entre la compagnie pétrolière et les ouvriers. La forte répression et l’arrestation des différents leaders syndicaux  par la compagnie entraine une grève générale , des soulèvements à la raffinerie mais aussi dans la ville d’Abadan, et une hostilité forte envers les compagnies étrangères. La répression et l’arrestation de plus de 300 ouvriers étouffèrent toute la contestation ouvrière et ce jusque dans les années 1940 et le renversement de Réza Chah Pahlavi.
La chute du Chah permet aux organisations syndicales de se reformer. Après le coup d’état en 1953, les conditions sont moins favorables à ces organisations.
L'activité de la raffinerie est régulièrement émaillée par des grèves.

### Seconde Guerre-Mondiale
La Seconde guerre mondiale (1939-1945) commence à Abadan le 25 août 1941. Les forces alliés envahissent l'Iran. L'objectif est d'aider l'effort de guerre Soviétique en créant un couloir d'approvisionnement et de sécuriser les intérêts pétroliers au Khuzestan. La résistance iranienne à Abadan est très faible. À la chute de Reza Shah à Téhéran, la raffinerie est déjà en partie convertie pour répondre à l'effort de guerre. En 1942, la raffinerie d'Abadan est capable de fournir le fuel de l'aviation américaine pour les bombardements sur Tokyo.
Les sabotages pro-allemands sont craints pendant toute la période. À de nombreuses reprises, les Britanniques demandent aux autorités iraniennes d'imposer des punitions plus sévères face aux agissements des ouvriers qui sont vus comme des actes de sabotages. En décembre 1942, un memorandum secret  de la Compagnie énumère les causes majeures d'instabilité au sein de la raffinerie : l'élimination du Shah, la libération de prison de leaders tribaux ou encore les pénuries alimentaires du pays.
Durant la Seconde Guerre Mondiale, les tensions entre les ouvriers britanniques et iranien sont fréquentes. Alors que la production s'accélère en 1943 , la Compagnie décide de prolonger le temps de travail des opérateurs britanniques. Ces derniers refusent et menacent de faire grève. La tension est telle que l'organisation des opérateurs d'Abadan appellent le Ministre Britannique du Travail de déployer des enquêteurs sur place.
Pendant la Seconde Guerre mondiale, le complexe est militarisé. Si le port d'Abadan devient l'un des plus importants pour aider les Soviétiques ; la raffinerie elle-même participe à des missions stratégiques. Ainsi en 1941, il est décidé que certains employés auraient une formation pour apprendre à manier des armes. Le chercheur Rasmus Christian Elling explique que la militarisation des activités et des autorités durant cette période est lié à la crainte de l'hétérogénéité des travailleurs à Abadan et de l'activisme ouvrier pouvant mener à des grèves.

### Crise d’Abadan
La crise d'Abadan s'est déroulée entre 1951 et 1954, après la nationalisation par l'Iran des installations de l'Anglo-Iranian Oil Company (AIOC) en mars 1951 et l'expulsion des sociétés pétrolières britanniques des raffineries de la ville d'Abadan.
Les négociations du général-premier ministre Haj Ali Razmara avec l'AIOC ne purent être terminés car, le 7 mars 1951, Razamra fut abattu par un membre du Fedayin de l'Islam, Khalil Tahmasbi.. Le lendemain, la nationalisation de l'industrie pétrolière fut approuvée par la Commission Pétrolière du Parlement. Une semaine après son assassinat, le projet de loi de nationalisation du pétrole est ratifié le 14 mars 1951 par le parlement iranien et 5 jours plus tard par le Sénat. Le 5 août 1954 fut signé un accord commun, qui reconnaissait que l'Iran seul avait le contrôle total de ses stocks pétroliers.Le pétrole iranien est ensuite réparti entre les différents vendeurs du consortium : L'AIOC possède 40 % du brut, la Standart Oil 40 %, la Royal Dutch Shell 14 % et la Compagnie française des pétroles 6 %. L'Iran perçoit désormais 25 % des revenus, et le consortium lui verse un impôt de 25 % sur ses propres revenus. Deux entreprises créées et établies aux Pays-Bas (Iranian Oil Exploration and Producing Co. et Iranian Oil Refining Co.) devaient prendre en charge l'activité opérationnelle. La compensation pour la nationalisation de la raffinerie d'Abadan, à l'origine de £ 200 millions, fut abaissée à £ 25 millions payables en versements échelonnés sur 10 ans.

### Guerre Irano-Irakienne (1980-88)
Lors de la guerre Iran-Irak(1980-1988), la ville, peuplée de 294 000 habitants en 1976, fut en grande partie détruite ainsi que ses installations dont la raffinerie qui subit les bombardements irakiens dès septembre 1980. En 1980, Saddam Hussein essaie d’annexer la région du Khouzistan. Cette tentative d’annexion est à l’origine de la guerre de huit ans entre l’Iran et l’Irak.
Un employé de la raffinerie, Touraj Kianpour se rappelle ; «Parmi les employés, 260 ont perdu la vie durant la guerre ». En plus des pertes civiles,la production journalière est divisée par 5 : « avec une capacité de raffinage de seulement 130 000 barils par jour, contre 650 000 avant la guerre » témoigne un des ingénieurs,  Mohammad Marfavi. La raffinerie est reconstruite à la fin de la guerre en 1988.

### Révolution de 1979
Le rôle des ouvriers dans la Révolution de 1979 qui renversa le régime du Chah n’est pas négligeable. Ainsi en septembre 1978, des ouvriers de nombreuses villes se mettent en grève, entre autres ceux de la raffinerie d’Abadan.

### Accord entre la Sinopec et l’Iran
Ainsi en mars 2017, la China Petroleum and Chemical Corporation (Sinopec) a signé un contrat de 2,7 milliards de dollars (2,29 milliards d’euros) avec la raffinerie d’Abadan. L’objectif est de réhabiliter certaines installations pour augmenter la production d’essence et de gazole répondant aux normes environnementales Euro 4. L’objectif de production d’essence est de 81 000 barils par jour, soit une croissance de 16 %, et la raffinerie pourra commencer à produire 20 000 barils de supercarburant, contre aucun aujourd’hui. Le but est, entre autres, de réduire la production de mazout, peu utilisée et réputée énergivore.
D’autres négociations ont été menées avec la compagnie japonaise JGC Corporation pour mener à bien la quatrième phase de développement de la raffinerie pour un coût total de deux millions d’euros. Ce mémorandum d’entente a pour but de diminuer les pertes pétrolières pendant la production à moins de 10 %. Les deux opérations, japonaise et chinoise devrait prendre fin dans quatre ou cinq ans. Elle devrait donner lieu à l’emploi de 8 000 personnes supplémentaire dans ce délai, s’ajoutant aux 8 500 employés actuels.

## Production
La raffinerie d’Abadan a été en mesure d’accroître sa production à partir du milieu des années 1950, passant de 7,5 millions de tonnes en 1955 à 18,67 millions de tonnes en 1964.
La production est présentée par la NIORDC, responsable de son exploitation, comme atteignant 400 000 barils/jour. Aujourd’hui la raffinerie fournit 25% des besoins du pays en produits pétroliers,.